# Darren Clark
Darren Clark (Australia, 6 de septiembre de 1965) es un atleta australiano retirado especializado en la prueba de 400 m, en la que consiguió ser medallista de bronce mundial en pista cubierta en 1993.

## Carrera deportiva
En el Campeonato Mundial de Atletismo en Pista Cubierta de 1993 ganó la medalla de bronce en los 400 metros, con un tiempo de 46.45 segundos, tras el estadounidense Butch Reynolds que con 45.26 segundos batió el récord de los campeonatos, y el nigeriano Sunday Bada.